# Silvares (São João de Areias)
Silvares é uma pequena aldeia portuguesa da freguesia de São João de Areias, Município de Santa Comba Dão, Distrito de Viseu. O seu orago é Santo António.
Já referenciada em documentos do século X (doações ao Mosteiro do Lorvão) foi sede de um antigo concelho extinto em 1836.
No século XVI, o "Cadastro da População do Reino" de 1527 informava que Silvares era então cabeça de um pequeno concelho, incluso no concelho de São João de Areias, onde viviam 25 "moradores" (fogos): em Silvares - 13, no Casal - 8 e na Venda [da Guarita] - 4.